# Ægtemænds Flirt
Ægtemænds Flirt (originaltitel Married Flirts) er en amerikansk stumfilm fra 1924 instrueret af Robert G. Vignola.

## Medvirkende
- Pauline Frederick som Nellie Wayne
- Conrad Nagel som Perley Rex
- Mae Busch som Jill Wetherell
- Huntley Gordon som Pendleton Wayne
- Paul Nicholson som Peter Granville
- Patterson Dial som Evelyn Draycup
- Alice Hollister som Mrs. Callender
- John Gilbert